# بونتشا سبرينغز (كولورادو)
بونتشا سبرينغز (بالإنجليزية: Poncha Springs, Colorado)‏ هي بلدة تقع في مقاطعة تشافي، كولورادو بولاية كولورادو في الولايات المتحدة. تبلغ مساحتها 2.9 (كم²)، وترتفع عن سطح البحر 2275 م، بلغ عدد سكانها 466 نسمة في عام 2000 حسب إحصاء مكتب تعداد الولايات المتحدة وتصل الكثافة السكانية فيها 160.7 نسمة/كم2.

## وصلات خارجية
- Town of Poncha Springs
- The US50 - Cities and Towns in Colorado State
- Colorado Cities and Towns, Facts, Map, Flag, Colleges, Government, and More